# Socialdemokrati

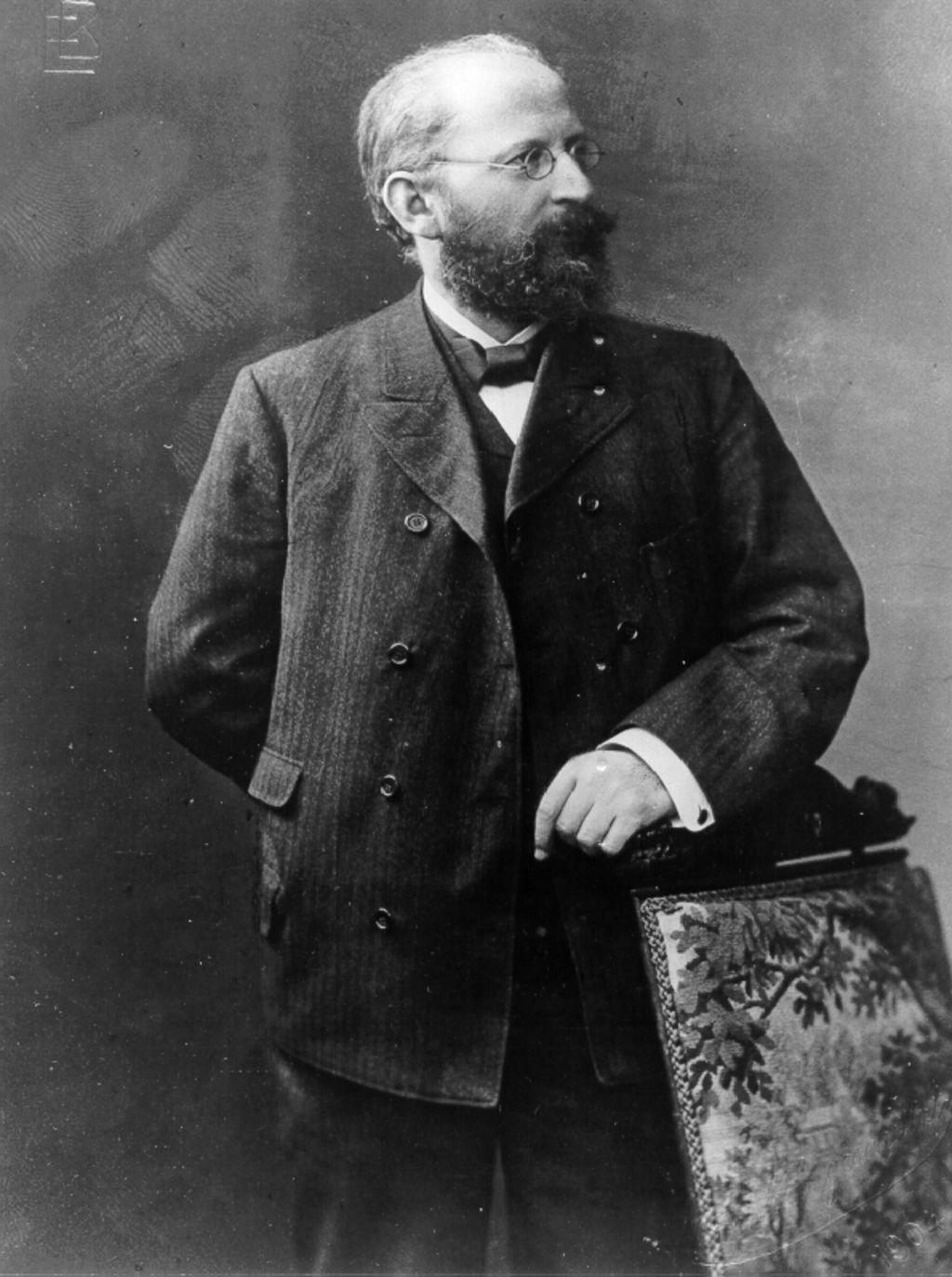
Statsvetaren Eduard Bernstein reformerade marxismen under 1890-talet.

Socialdemokrati är en politisk ideologi och rörelse som förespråkar demokratiska reformer för att främja social rättvisa, jämlikhet och ett starkt välfärdssystem i en blandekonomi. Centrala socialdemokratiska idéer inkluderar att minska ekonomisk ojämlikhet, stärka arbetstagares rättigheter och säkerställa allas lika tillgång till välfärdstjänster som sjukvård och utbildning. Socialdemokratin har genom historien utvecklats från en tidig inriktning på planhushållning och socialisering av produktionsmedel, till en modern strävan efter att balansera privat näringsliv med sociala välfärdsprogram och statlig reglering inom ramen för en blandekonomi.
Ideologin har sina rötter i 1800-talets socialistiska rörelse, influerad av främst Karl Marx och Friedrich Engels. Denna tidiga rörelse betecknade sig som socialdemokratisk men begreppet kom senare att beteckna de demokratiska, reformistiska och blandekonomiska delarna av socialismen.
Socialdemokratiska partier anses i bred bemärkelse vara de som förespråkar någon form av reformistisk socialism, och som i allmänhet tillhör antingen Socialistinternationalen eller Progressiva alliansen. Inom den socialdemokratiska rörelsen ryms allt från partier som förespråkar att bygga en generell välfärdsstat genom kollektiva förhandlingar (se fackföreningsrörelsen) mellan arbete och kapital, till mer vänsterorienterade partier som, genom mer långtgående reformer och gradualism, förespråkar att begränsa det kapitalistiska systemet i högre grad.

## Centrala idéer

### Värderingar
Frihet, jämlikhet, solidaritet och demokrati är universella värden inom socialdemokratin. Ett centralt mål är att skapa ett samhälle som ger alla människor lika möjligheter. Socialdemokrater menar att de stora skillnader i inkomster, förmögenheter och makt som finns mellan människor utgör ett hinder för att varje individ ska kunna nå sin potential.

### Frihet
Med frihet avses rätten för varje individ att själv bestämma sitt liv. Individens frihet menar socialdemokratin förutsätter rättvisa ekonomiska och sociala förutsättningar. Rättvisa i socialdemokratisk mening möjliggör således för individen att kunna leva i full frihet. Således är till exempel formell yttrandefrihet tillräckligt för att individen ska bli fri, utan individen måste ges kunskap och erbjudas deltagande för att individen ska kunna utnyttja yttrandefriheten fullt ut.

### Jämlikhet
Socialdemokratins jämlikhet utgår från alla människors lika värde. Jämlikhet kräver inte bara likhet inför lagen utan också lika möjligheter oavsett individens sociala kapital, etnicitet, resurser eller genus. Ekonomisk ojämlikhet är oönskad eftersom den enligt socialdemokratisk ideologi kan resultera i maktordningar och förtryck, ovärdiga arbetsvillkor och ojämlika möjligheter att kräva sin rätt.

### Solidaritet
För socialdemokratin utgör viljan att hjälpa varandra det kitt som håller ihop samhället. Socialdemokratisk solidaritet manifesteras i en omfattande välfärdsstat. Solidaritet anses ge människor trygghet och självförtroende att ta vara på riskfyllda möjligheter som i sin tur är avgörande för den tillväxt och det välstånd som ligger till grund för välfärden.

### Politisk organisering och deltagande demokrati
Ett genomgående drag i socialdemokratiska rörelser är betoningen av gemensam politisk organisering genom folkrörelser. Det är vanligt att socialdemokrater förespråkar deltagande demokrati. Man vill att individer och grupper som saknar politisk makt ska delta i politiken i lika hög grad som ekonomiska eliter gör. Nästan alla socialdemokratiska rörelser arbetar mycket aktivt med deltagande demokrati inom rörelsen.
En viktig del i att ta upp kampen mot och balansera kapitalismen har för socialdemokratin varit att ha starka fackföreningar.

### Internationalism
En ursprungligen central idé var internationalismen. Fram till första världskriget såg många socialister nationalstaten som en källa till problem som kolonialism, förtryck och krig. Första världskriget blev ett trendbrott mellan andra socialister och socialdemokrater, där de senare erkände nationalstatens betydelse för en reformistisk utveckling. Däremot arbetar socialdemokrater för politiska lösningar över nationsgränserna, både för solidaritet med relativt sett resurssvaga människor och som ett sätt att begränsa den gränsöverskridande marknadens inflytande på samhället.

## Historia
Ideologiskt kan man härleda rörelsens grundande till sena 1800-talet, framförallt till Andra internationalen som grundades 1889. Benämningen "socialdemokrat" hade då en helt annan betydelse än vad den har idag. Internationalen byggde inledningsvis på Marx teorier och ville åstadkomma en socialistisk samhällsomdaning genom arbetarklassens revolution. Redan från början fanns dock även grupper som såg reformer som en väg till socialism, och med tiden blev det reformistiska synsättet starkare. En av marxismens viktigaste kritiker var tysken Eduard Bernstein.
Andra internationalen manade till kamp för allmän rösträtt och fackliga rättigheter och mot militarism och krigshot. Den internationella sammanhållningen bröts när första världskriget bröt ut 1914 och de flesta medlemsorganisationerna stödde sina nationella regeringars krigspolitik. Samtidigt fördjupades klyftan mellan reformister och revolutionärer, både mellan och inom partier. Under krigstiden började socialister ingå i nationella regeringar tillsammans med borgerliga partier. Detta medförde en tydlig skiljelinje mellan fraktionerna, där de revolutionära fraktionerna istället ville fortsätta med en socialistisk revolution. Inställningen till Ryska revolutionen ökade motsättningarna ytterligare. Andra internationalen föll sönder och  den internationella arbetarrörelsen splittrades i reformistiska och revolutionära organisationer. Ordet socialdemokrati kom att beteckna reformisterna, som stödde sig på Eduard Bernsteins teorier och förespråkade demokratiskt och parlamentariskt beslutade reformer av samhället. 
I Sverige skedde splittringen 1917, då Socialdemokratiska Ungdomsförbundet (SDUF) kastades ut till följd av deras revolutionära ståndpunkter och öppna stöd till revolutionen i Ryssland. 
Efter andra världskriget kom flera socialdemokratiska partier i Östblocket att "gå ihop" med de socialistiska partierna som tagit makten i respektive land, oftast under en stark hotbild.

## Socialdemokrati internationellt
De partier i världen som tillhör denna ideologi är med i antingen Socialistinternationalen eller Progressiva alliansen. Socialdemokratiska partier har varit ett av de dominerande partierna i Tyskland och Sverige under andra halvan av 1900-talet. Även i övriga Skandinavien samt i Storbritannien och Australien har de av tradition stark ställning.